# Polizeiruf 110: Zahltag
Zahltag ist ein deutscher Kriminalfilm von Hans Knötzsch aus dem Jahr 1990. Der Fernsehfilm erschien als 135. Folge der Filmreihe Polizeiruf 110.

## Handlung
Udo Gernot überfällt mit Perücke und falschem Bart getarnt die Geldbotin Traudel Gröditz, als sie zum Zahltag mit den Lohngeldern im VEB Karotex erscheint. Zwar versucht ihr Fahrer Herr Kiel noch, Gernots Wagen einzuholen, doch wird er wegen Geschwindigkeitsüberschreitung angehalten. Er hat sich das Kennzeichen des Wagens gemerkt. Später stellt sich heraus, dass der Täter die Kennzeichen ausgewechselt hat. Udo Gernot ist dennoch schnell gefasst. Zeugen war aufgefallen, dass er zwar blonde Haare und einen blonden Bart trug, jedoch dunkle Augenbrauen hatte. Es kann ein Phantombild ohne Verkleidung erstellt werden. Darauf erkennt der örtliche Autovermieter Udo Gernot wieder. Er wird festgenommen. Den Geldkoffer, den er in einem Schließfach am Bahnhof deponiert hat, bringen Polizisten zu den Ermittlern Hauptmann Peter Fuchs und Oberleutnant Thomas Grawe. Udo kannte die Zahlenkombination nicht und hatte den Koffer daher bisher nicht geöffnet. Auf der Wache ist er daher wie die Ermittler überrascht, dass der Koffer kein Geld enthält. Die Scheine, rund 250.000 Mark, wurden durch Zeitungen ersetzt. Die Ermittlungen, die schon abgeschlossen schienen, beginnen von neuem.
Udo Gernot lebt bei seiner Schwester, die den naiven und leicht beeinflussbaren Bruder auch vor sich selbst schützt. Sie vermutet Hintermänner, die Udo zu dem Raub überredet haben. Vor allem Udos Exfreundin Renate Pickert hat sie unter Verdacht, arbeitet sie doch sogar in der Lohnbuchhaltung des VEB Karotex. Renate konnte jedoch wie andere Personen des Betriebes die Zahlenkombination nicht kennen. Bald erkennen die Ermittler, dass sie von falschen Voraussetzungen ausgegangen sind. Das Geld könnte genauso gut bereits vor dem Diebstahl entwendet worden sein. Thomas Grawe lässt den normalen Arbeitsablauf bei der Einlieferung der Geldkoffer überprüfen und tatsächlich ergeben sich Schwachstellen, in denen der Fahrer Kiel den vollen gegen einen falschen leeren Koffer austauschen könnte. Kiel gilt nun als verdächtig, den echten Koffer an sich genommen zu haben. Als Fahrer stand er stets unweit von Traudel Gröditz, wenn sie die Zahlenkombination des Koffers eingab. Erschwerend kommt hinzu, dass Kiel der aktuelle Freund von Renate Pickert ist. Mit ihr hat er tatsächlich den Raub geplant, will sie jedoch reinlegen. Er behauptet, vom Verbleib des Geldes nichts zu wissen. Als sie droht, ihn an die Polizei auszuliefern, schlägt er sie so brutal zusammen, dass sie ins Krankenhaus eingeliefert werden muss.
Wolfgang Paulsen, Hauptbuchhalter von VEB Karotex, steckt Kiel am nächsten Tag scheinbar beiläufig, dass der Dieb das Geld nie ausgeben könnte, weil die Scheine nummeriert und registriert sind. Kiel begibt sich umgehend zu seinem Seegrundstück und Thomas Grawe und seine Männer beschatten ihn. Kiel überprüft die Beute, die er auf seinem Motorboot versteckt hat, bemerkt jedoch einen der Ermittler, der sich unbedacht aus der Deckung begeben hat. Er flieht mit seinem Boot, kann jedoch später von der Wasserschutzpolizei gestellt werden. Bei einer späteren Vernehmung von Udo spielen die Ermittler ihm das Geständnis von Renate Pickert vor. In ihm macht sie deutlich, dass sie es mit ihm nie ernst meinte. Nun gesteht Udo, dass er den Raub nur auf ihren Wunsch durchgeführt habe – ohne zu wissen, dass er für sie nur als Sündenbock herhalten sollte.

## Produktion
Zahltag (Arbeitstitel: Der Überfall) wurde vom 9. Juni bis 30. Juli 1989 in Berlin gedreht. Die Kostüme des Films schuf Ruth Völker, die Filmbauten stammen von Jürgen Malitz. Der Film erlebte am 28. Januar 1990 im 1. Programm des Fernsehens der DDR seine Premiere. Die Zuschauerbeteiligung lag bei 44,3 Prozent.
Es war die 135. Folge der Filmreihe Polizeiruf 110. Hauptmann Peter Fuchs ermittelte in seinem 78. Fall und Oberleutnant Thomas Grawe in seinem 24. Fall.